# Mitridate II di Cio
Mitridate II di Cio (in greco Mιθριδάτης o Mιθραδάτης) (386 a.C. – 302 a.C.) succedette al padre Ariobarzane II nel 337 a.C. come governatore (fino al 302 a.C.) della città greca di Cio, nella Misia (oggi parte della Turchia).

## Biografia
Diodoro gli assegna un governo di 35 anni, ma sembra che il possesso della sua sovranità non fosse ininterrotto durante questo periodo. Non si sanno quali circostanze possano aver condotto alla sua espulsione o assoggettamento; niente viene detto di lui fino alla sua morte nel 302 a.C., ma sembra che egli fosse stato sottomesso dal macedone Antigono, il quale, onde prevenire la formazione della lega di Cassandro e dei suoi confederati, lo fece assassinare a Cio.
Secondo Luciano,  egli non aveva nemmeno  84 anni di età al tempo della sua morte, e ciò rende improbabile identificarlo con lo stesso Mitridate, figlio di Ariobarzane, che nella sua giovinezza tramite l'inganno mise a morte Datame. Suo figlio e successore fu Mitridate I del Ponto, detto "il Fondatore".
Mitridate II di Cio è noto per aver commissionato allo scultore Silanion un ritratto del filosofo Platone dopo la morte di quest'ultimo: dell'opera d'arte, dedicata alle Muse e collocata nell'Accademia platonica di Atene, fu rinvenuta una copia nel 1925 nell'area sacra del Largo Argentina a Roma, attualmente conservata ai Musei Capitolini.